# Жеграп
Жеграп је радничко насеље које се налази у Крњешевцима општина Стара Пазова. Име је добило пом истоименом грађевинском предузећу. Насеље је било напуштено од завршетка радне акције на изградњи ауто-пута Београд-Загреб да би поново заживело доласком избеглица из Хрватске.